# 胡阿希内
胡阿希内（Huahine）是法国海外集体法屬玻里尼西亞背风群岛行政区的一个市镇，领土涵盖同名海岛。

## 地理
胡阿希内（16°45'21"S, 150°59'1"W）面积74 平方千米，位于法国海外集体法屬玻里尼西亞背风群岛。
由于胡阿希内领土为海洋中的岛屿，故不与任何市镇接壤。

## 行政
胡阿希内的邮政编码为98731、98732，INSEE市镇编码为98724。

## 政治
胡阿希内的现任市长为马塞兰·利桑先生，任期为2020-2026年。

## 人口
胡阿希内于2022年时的人口数量为6,263人。